# Super Ligue (Niger)
La Super Ligue, nota fino al 2018 come Ligue 1, è la massima divisione del campionato nigerino di calcio. Il campionato nacque nel 1966. È composto da 14 squadre che si affrontano in gare di andata e ritorno.

## Squadre 2023-2024
- Akokana
- ASFAN
- GNN
- Douanes Niamey
- Espoir
- Jangorzo
- Liberté
- Nigelec
- Olympic Niamey
- AS Police
- Boukoki
- Sahel S.C.
- Tagour
- Tahoua
- Urana
- US GN
- Zumunta

## Albo d'oro
- 1966:  Secteur 6
- 1967:  Secteur 6
- 1968:  Secteur 6
- 1969:  Secteur 6
- 1970:  Secteur 6
- 1971:  ASFAN
- 1972: non disputato
- 1973:  Secteur 7
- 1974:  Sahel S.C.
- 1975:  ASFAN
- 1976:  Olympic Niamey
- 1977:  Olympic Niamey
- 1978:  Olympic Niamey
- 1979: non disputato
- 1980:  AS Niamey
- 1981:  AS Niamey
- 1982:  AS Niamey
- 1983:  Jangorzo
- 1984:  Espoir
- 1985:  Zumunta
- 1986:  Sahel S.C.
- 1987:  Sahel S.C.
- 1988:  Zumunta
- 1989:  Olympic Niamey
- 1990:  Sahel S.C.
- 1991:  Sahel S.C.
- 1992:  Sahel S.C.
- 1993:  Zumunta
- 1994:  Sahel S.C.
- 1995: non disputato
- 1996:  Sahel S.C.
- 1997-1998:  Olympic Niamey
- 1999:  Olympic Niamey
- 2000:  JS Ténéré
- 2001:  JS Ténéré
- 2002: non disputato
- 2003:  Sahel S.C.
- 2004:  Sahel S.C.
- 2005:  GNN
- 2006:  GNN
- 2007:  Sahel S.C.
- 2008:  AS Police
- 2009:  Sahel S.C.
- 2010:  ASFAN
- 2011:  GNN
- 2012:  Olympic Niamey
- 2012-2013:  Douanes Niamey
- 2013-2014:  GNN
- 2014-2015:  Douanes Niamey
- 2015-2016 :  ASFAN
- 2016-2017 :  ASFAN
- 2017-2018 :  SONIDEP
- 2018-2019 :  SONIDEP
- 2019-2020 : annullato[1]
- 2020-2021 :  US GN
- 2021-2022 :  Nigelec
- 2022-2023 :  GNN
- 2023-2024 :  GNN
- 2024-2025 :  ASFAN

## Vittorie per squadra
| Club                               | Città  | Vittorie | Anni vittorie                                                                |
| ---------------------------------- | ------ | -------- | ---------------------------------------------------------------------------- |
| Sahel S.C. (Include Secteur 7)     | Niamey | 13       | 1973, 1974, 1986, 1987, 1990, 1991, 1992, 1994, 1996, 2003, 2004, 2007, 2009 |
| Olympic Niamey (Include Secteur 6) | Niamey | 12       | 1966, 1967, 1968, 1969, 1970, 1976, 1977, 1978, 1989, 1998, 1999, 2012       |
| GNN                                | Niamey | 6        | 2005, 2006, 2011, 2014, 2023, 2024                                           |
| ASFAN                              | Niamey | 6        | 1971, 1975, 2010, 2016, 2017, 2025                                           |
| AS Niamey                          | Niamey | 3        | 1980, 1981, 1982                                                             |
| Zumunta                            | Niamey | 3        | 1985, 1988, 1993                                                             |
| Douanes Niamey                     | Niamey | 2        | 2013, 2015                                                                   |
| JS Ténéré                          | Niamey | 2        | 2000, 2001                                                                   |
| SONIDEP                            | Niamey | 2        | 2018, 2019                                                                   |
| Jangorzo                           | Maradi | 1        | 1983                                                                         |
| Espoir                             | Zinder | 1        | 1984                                                                         |
| AS Police                          | Niamey | 1        | 2008                                                                         |
| US GN                              | Niamey | 1        | 2021                                                                         |
| Nigelec                            | Niamey | 1        | 2022                                                                         |